# Domain controller
In informatica, nell'ambito delle reti gestite con Microsoft Windows Server System, un domain controller (DC) è un server che, nell'ambito di un dominio, attraverso Active Directory (AD), gestisce le richieste di autenticazione per la sicurezza (login, controllo dei permessi, ecc.) e organizza la struttura del dominio in termini di utenti, gruppi e risorse di rete fornendo dunque un servizio di directory service. Un dominio può a sua volta far parte di un dominio di livello superiore il cui server, che esegue AD, si chiama Primary Domain Controller.
In altri sistemi operativi le medesime funzioni sono svolte da applicazioni open source su piattaforma Linux, quali CentOS su cui si può poi installare Samba che espleta le funzioni di DC supportante un framework simile ad AD. In pratica, il concetto di DC, di origine Windows, ora è utilizzato in senso generale anche all'infuori di tecnologie Microsoft.